# Макогон, Сергей Иванович
Сергей Иванович Макогон (1906 — 1969) — советский хозяйственный деятель. Принимал участие в Великой Отечественной войне и советско-японской войне. Майор Красной армии. В 1949 году он и ещё 13 сотрудников колхоза были удостоены звания Героя Социалистического Труда, но в 1950 году было установлено что звание Героя Социалистического Труда было получено им обманным путём и он был лишён звания Героя Социалистического Труда и осуждён к 10 годам в ИТЛ. В 1951 году был лишён остальных наград.

## Биография
Сергей Макогон родился в 1906 году в селе Левандаловка (ныне вошло в состав села Перекоп, Валковский район, Харьковская область, Украина). По национальности был русским. В 1925 году вступил в ВКП(б). Перед началом Великой Отечественной войны проживал в Гулькевичском районе (Краснодарский край), где и работал.
В июне 1941 года Сергей Макогон был мобилизован в Красную армию, с сентября 1942 года начал принимать участие в боях Великой Отечественной войны. Воевал в составе 72-й гвардейской стрелковой дивизии на следующих фронтах: Сталинградском, Донском, 2-м Украинском. Летом 1945 года в составе 203-й стрелковой дивизии принимал участие в Советской-японской войне. Последней военной должностью которую он занимал была должность заместителя по политической части стрелкового полка. Был уволен в запас в 1946 году в звании майора
После увольнения в запас возвратился Краснодарский край, где в сентябре того же года устроился работать управляющим 2-м отделением в совхоз «Тихорецкий». В 1948 году при участии Макогона совхоз получил большой урожай пшеницы — 33,3 центнера с гектара на общей площади 503 гектара, в отделении Сергея Ивановича урожай составил 33,4 центнера пшеницы с гектара, при общей площади в 277 гектаров. 11 февраля 1949 года Сергей Макогон был удостоен звания Героя Социалистического Труда. Вскоре был назначен на должность заместителя директора зерносовхоза.
В ноябре 1949 года был освобождён от должности, в следующем году было возбуждено ходатайство о лишении Макогона и других руководящих работников совхоза звания Героя Социалистического Труда. После проведения проверки выяснилось что руководящие работники совхоза исказили данные об урожае с целью получить государственные награды, также во время проверки были обнаружены хищения денежных средств принадлежащих совхозу. В апреле 1950 года он и Пётр Тимофеевич Ковалёв были приговорены к лишению свободы сроком на 10 лет. Также Макогон, Коволёв и Никанор Савватеевич Твердохлеб были лишены звания Героя Социалистического Труда. Указом от 29 января 1951 года Макогон был лишён всех остальных наград.  Макогон Сергей Иванович после приговора был отправлен  на строительство Куйбышевской ГЭС. В 1953 году, после смерти Сталина был досрочно освобожден, а затем реабилитирован.  Для него важно было восстановиться в партии, а сделать это можно было только там, где его исключили, поэтому в 1957 году Сергей Иванович  вернулся в Тихорецкий зерносовхоз. Был восстановлен в партии, и в мае 1957 года  назначен управляющим одного из отделений этого совхоза. В 1960 году уволился  по собственному желанию и уехал в Братск, где жила его старшая дочь и внуки.
Скончался 10 июня 1969 года.

## Награды
Сергей Иванович Макогон был награждён следующими наградами:
- Медаль «Серп и Молот» (11 февраля 1949 — № 3007);
- Орден Ленина (11 февраля 1949 — № 84480);
- Орден Красного Знамени (11 мая 1943)[2];
- Орден Отечественной войны 2-й степени (6 октября 1945)[3];
- Орден Красной Звезды (11 мая 1943)[4];
- Медаль «За победу над Германией в Великой Отечественной войне 1941—1945 гг.» (1945)[5];
- Медаль «За победу над Японией» (1945)[6].